# Drensko Rebro
Drensko Rebro – wieś w Słowenii, w gminie Kozje. W 2018 roku liczyła 149 mieszkańców.